# 12 Arnold Grove
Le 12 Arnold Grove à Liverpool, dans le quartier Wavertree, est la maison où est né George Harrison, le guitariste des Beatles, et où il a passé une partie de son enfance pour ensuite déménager à l'âge de six ans au 25 Upton Green dans le quartier Speke.